# Huaguang Jiao
Huaguang Jiao (chinesisch 華光礁 / 华光礁, englisch Discovery Reef/Huaguang Reef) ist ein Atoll ohne Insel bzw. Landfläche der Xisha-Inseln (Paracel-Inseln). Es gehört zu den Yongle Qundao, dem westlichen Archipel der Xisha-Inseln.
Verschiedene alte chinesische Schiffswracks wurden hier in jüngster Zeit entdeckt und gehoben. Ein berühmter Fund – Huaguang-Riff Nr. 1 – aus rund 10.000 Ton- und Porzellangegenständen stammte aus der Zeit der Südlichen Song-Dynastie.